# Carlos Ometochtzin
Carlos Ometochtzin (termine nahuatl per "Due Conigli"; pronunciato: oːmeˈtoːtʃ.tsin) o Ahuachpitzactzin (... – 30 novembre 1539) fu un membro della nobiltà Acolhua che fu arso vivo il 30 novembre 1539 per ordine di Juan de Zumárraga, primo vescovo cattolico della Nuova Spagna, con l'accusa di continuare la pratica della religione pre-ispanica.
Cioè che teoricamente continuava a praticare sacrifici umani, in realtà per una questione di famiglia con un suo cugino che l'aveva accusato perché aveva preso una concubina già moglie di un morto. Alcuni storici (XIX-XX secolo) sostennero (ma senza prove) che forse fomentava la rivolta contro il governo spagnolo, ma nulla prova tale ipotesi (forse confondendolo con uno dei parenti o, più probabilmente, perché gli storici avevano pregiudizi contro il governo dell'epoca coloniale); anzi lo stesso imperatore Carlo V intervenne sulla questione stigmatizzando il comportamento del vescovo stabilendo poi (1541) che gli indios fossero esclusi dalla giurisdizione ecclesiastica di carattere penale.
Don Carlos era il nipote del famoso re di Texcoco Acolmiztli Nezahualcóyotl, e figlio di Nezahualpilli.